# 卡納瓦

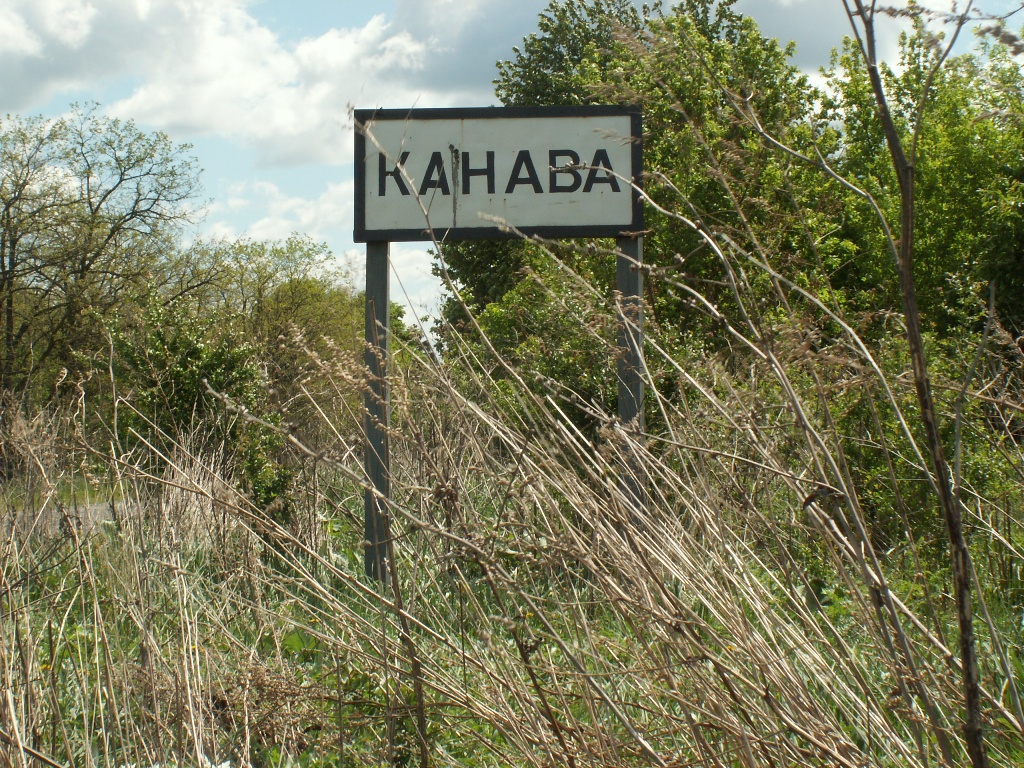

卡納瓦（烏克蘭語：Канава），是烏克蘭的村落，位於該國西南部文尼察州，由文尼察區負責管轄，始建於1651年，面積1.63平方公里，海拔高度223米，2001年人口160，人口密度每平方公里98.16人。
48°58′29″N 28°39′30″E / 48.97472°N 28.65833°E